# Piccadilly la nuit
Pour plus de détails, voir Fiche technique et Distribution.
Piccadilly la nuit (Nice Time) est un court métrage documentaire britannique réalisé par Alain Tanner et Claude Goretta, sorti en 1957.

## Synopsis
Le film est une sorte de prise d'ambiance de Piccadilly Circus, à Londres, un samedi soir. L'afflux de spectateurs en quêtes de spectacle, les jeux, les lumières, la circulation...

## Fiche technique
- Titre : Piccadilly la nuit
- Titre original : Nice Time
- Réalisation et scénario : Alain Tanner et Claude Goretta
- Pays de production :  Royaume-Uni
- Langue originale : anglais
- Format : noir et blanc - 1,33:1 - 16 mm - mono
- Genre : documentaire
- Durée : 19 minutes
- Date de sortie : 1957